# Розуолл, Кен
Кеннет Роберт (Кен) Розуолл AM MBE (англ. Kenneth Robert 'Ken' Rosewall; род. 2 ноября 1934, Сидней) — австралийский теннисист, один из лидеров мирового мужского тенниса с середины 1950-х до начала 1970-х годов.
- Восьмикратный победитель турниров Большого шлема в одиночном разряде (четырежды как любитель и четырежды как профессионал)
- Десятикратный победитель турниров Большого шлема в мужском парном и смешанном парном разрядах (7 раз как любитель и трижды как профессионал), обладатель карьерного Большого шлема в мужском парном разряде
- 15-кратный победитель турниров «профессионального Большого шлема» в одиночном разряде в 1957—1967 годах; обладатель профессионального Большого шлема 1963 года
- Четырёхкратный обладатель Кубка Дэвиса в составе сборной Австралии (1953, 1955, 1956, 1973)
- Член Международного зала теннисной славы с 1980 года; член Зала спортивной славы Австралии с 1995 года

## Спортивная карьера

### Любительская карьера
Кен Розуолл начал выступать в теннисных турнирах в 14-летнем возрасте. В 18 лет, в 1953 году, он выиграл свои первые два турнира Большого шлема — чемпионат Австралии и чемпионат Франции. Со своим одногодком Лью Хоудом он также выиграл эти два турнира в мужском парном разряде, а затем и Уимблдонский турнир. Только в четвертьфинале чемпионата США их постигла неудача, не позволив им в 18 лет стать обладателями Большого шлема в мужских парах. Серию их побед прервала несеяная американская пара Хэл Берроуз—Стрейт Кларк. В определённой степени Розуоллу и Хоуду удалось реабилитироваться, внеся решающий вклад в победу сборной Австралии над командой США в финальном матче Кубка Дэвиса. Сам Розуолл выиграл решающую встречу матча, победив со счётом 3:1 Вика Сейксаса.
Выиграть чемпионат США в паре с Хоудом Розуоллу удалось только в 1956 году. С 1954 по 1956 год он завоевал ещё два титула на турнирах Большого шлема в одиночном разряде (четырежды проиграв в финалах, в том числе дважды на Уимблдоне), два в мужских парах (при четырёх поражениях, все финалы с Хоудом) и один в смешанных (при двух поражениях, все со знаменитой американкой Маргарет Осборн-Дюпон). Он также ещё дважды выигрывал со сборной Австралии Кубок Дэвиса.

### Профессиональная карьера
В 1957 году Розуолл перешёл в профессиональный теннис, начав выступления с турне с действующим профессиональным чемпионом Панчо Гонсалесом. Хотя Гонсалес победил с общим счётом 50:26 по матчам, Розуолл дал понять, что его следует принимать всерьёз и среди профессионалов. В последующее десятилетие он выиграл 15 титулов в наиболее престижных профессиональных турнирах, составлявших «профессиональный Большой шлем», в том числе все три этих турнира в 1963 году. С начала 1960-х годов он сменил Панчо Гонсалеса в качестве лучшего профессионального теннисиста мира, затем уступив это звание своему младшему соотечественнику Роду Лейверу.
С началом Открытой эры Розуолл и другие профессионалы были снова допущены в турниры Большого шлема. Розуолл стал победителем первого в истории Открытого чемпионата Франции, победив Лейвера в финале, а в парном разряде с Фредом Столлом победил Лейвера и Роя Эмерсона. Розуолл, возраст которого уже приближался к 40 годам, продолжал и дальше успешно выступать в открытых турнирах, в последний раз победив на Открытом чемпионате Австралии на 38-м году жизни (Розуолл добился уникального достижения — он является как самым юным в истории победителем Открытого чемпионата Австралии, так и самым возрастным) а последний финал сыграв в Открытом чемпионате США в 39 лет против юного Джимми Коннорса. Соперничество с Лейвером продолжалось и в эти годы: с начала Открытой эры они дважды встречались в финалах турниров Большого шлема, а затем, в начале 1970-х годов, Розуолл дважды победил Лейвера в финале итоговых турниров WCT — профессиональной теннисной ассоциации, членами которой они оба являлись. Существует мнение, согласно которому финальный матч между Розуоллом и Лейвером был лучшим в истории тенниса. Всего Розуолл и Лейвер сыграли между собой 111 матчей, из них десять с начала Открытой эры, и Розуолл выиграл эту серию с общим счётом 64:49 (и 6:4 с начала Открытой эры). Он стал вторым теннисистом в истории, заработавшим за профессиональную карьеру более миллиона долларов.
В 1973 году Розуолл был вновь приглашён в сборную Австралии и в паре с Лейвером помог команде на пути к очередной победе в Кубке Дэвиса, но в финальном матче участия не принял. В последний раз он сыграл за сборную в 1975 году, в общей сложности победив в 19 из 22 игр, в которых принял участие. В 1974 году он участвовал в розыгрыше командного турнира World Team Tennis в качестве играющего тренера клуба «Pittsburgh Triangles».
Свой последний турнир Кен Розуолл выиграл в Гонконге в 1977 году, в 43 года, закончив сезон на 12-м месте в рейтинге АТР. Всего только с начала Открытой эры он выиграл 32 турнира в одиночном разряде, включая первый открытый турнир в истории, в Борнмуте в апреле 1968 года, и первый открытый турнир Большого шлема во Франции месяц спустя, и 18 в парах. В 1976 и 1977 годах, через 24 года после своей первой победы в чемпионате Австралии, он доходил до полуфинала этого турнира, а последний матч в качестве профессионального теннисиста провёл в октябре 1980 года, незадолго до своего 47-го дня рождения. Из всех турниров Большого шлема ему так и не покорился Уимблдон, где он четыре раза проигрывал в финале, а в мужском парном разряде он выиграл каждый из четырёх турниров как минимум дважды, завоевав «карьерный» Большой шлем в мужском парном разряде уже в 1956 году.

## Стиль игры
Левша от рождения, Розуолл научился играть правой рукой благодаря занятиям с отцом, Робертом Розуоллом. В итоге он стал обладателем безупречного бэкхенда, бывшего одной из сильнейших сторон его игры. Он никогда не был особо атлетичен, получив от коллег по команде ироничное прозвище «Мускулы», но искупал это точной и умной игрой. Его подача была не сильной, но очень точной. Он легко и быстро перемещался по корту, часто предвидя удары соперников, и за всё время карьеры не получил ни одной серьёзной травмы. Его игру, как и поведение за пределами корта, отличала выдержка, а в повседневной жизни Розуолл был добродушным и скромным до застенчивости.

## Признание заслуг
В 1971 году Розуолл был произведён в члены ордена Британской империи, а в 1979 году в члены ордена Австралии. В 1980 году имя Кена Розуолла было включено в списки Международного зала теннисной славы, а в 1995 году в списки Зала спортивной славы Австралии. В 1997 году он был включён Национальным фондом Австралии в список из ста человек, составляющих «живое достояние Австралии».

## Выступления в финалах турниров Большого шлема за карьеру (36)

### Одиночный разряд (16)

#### Победы (8)
| Год  | Турнир                           | Покрытие | Соперник в финале  | Счёт в финале       |
| ---- | -------------------------------- | -------- | ------------------ | ------------------- |
| 1953 | Чемпионат Австралии              | Трава    | Мервин Роуз        | 6–0, 6–3, 6–4       |
| 1953 | Чемпионат Франции                | Грунт    | Вик Сейксас        | 6–3, 6–4, 1–6, 6–2  |
| 1955 | Чемпионат Австралии (2)          | Трава    | Лью Хоуд           | 9–7, 6–4, 6–4       |
| 1956 | Чемпионат США                    | Трава    | Лью Хоуд           | 4–6, 6–2, 6–3, 6–3  |
| 1968 | Открытый чемпионат Франции (2)   | Грунт    | Род Лейвер         | 6–3, 6–1, 2–6, 6–2  |
| 1970 | Открытый чемпионат США (2)       | Трава    | Тони Роч           | 2–6, 6–4, 7–62, 6–3 |
| 1971 | Открытый чемпионат Австралии (3) | Трава    | Артур Эш           | 6–1, 7–5, 6–3       |
| 1972 | Открытый чемпионат Австралии (4) | Трава    | Малькольм Андерсон | 7–62, 6–3, 7–5      |

#### Поражения (8)
| Год  | Турнир                     | Покрытие | Соперник в финале | Счёт в финале           |
| ---- | -------------------------- | -------- | ----------------- | ----------------------- |
| 1954 | Уимблдонский турнир        | Трава    | Ярослав Дробный   | 11–13, 6–4, 2–6, 7–9    |
| 1955 | Чемпионат США              | Трава    | Тони Траберт      | 7–9, 3–6, 3–6           |
| 1956 | Чемпионат Австралии        | Трава    | Лью Хоуд          | 4–6, 6–3, 4–6, 5–7      |
| 1956 | Уимблдонский турнир (2)    | Трава    | Лью Хоуд          | 2–6, 6–4, 5–7, 4–6      |
| 1969 | Открытый чемпионат Франции | Грунт    | Род Лейвер        | 4–6, 3–6, 4–6           |
| 1970 | Уимблдонский турнир (3)    | Трава    | Джон Ньюкомб      | 7–5, 3–6, 2–6, 6–3, 1–6 |
| 1974 | Уимблдонский турнир (4)    | Трава    | Джимми Коннорс    | 1–6, 1–6, 4–6           |
| 1974 | Открытый чемпионат США (2) | Трава    | Джимми Коннорс    | 1–6, 0–6, 1–6           |

### Мужской парный разряд (17)

#### Победы (9)
| Год  | Турнир                           | Покрытие | Партнёр       | Соперники в финале                 | Счёт в финале        |
| ---- | -------------------------------- | -------- | ------------- | ---------------------------------- | -------------------- |
| 1953 | Чемпионат Австралии              | Трава    | Лью Хоуд      | Дон Кэнди Мервин Роуз              | 9–11, 6–4, 10–8, 6–4 |
| 1953 | Чемпионат Франции                | Грунт    | Лью Хоуд      | Мервин Роуз Клайв Уайлдерспин      | 6–2, 6–1, 6–1        |
| 1953 | Уимблдонский турнир              | Трава    | Лью Хоуд      | Мервин Роуз Рекс Хартвиг           | 6–4, 7–5, 4–6, 7–5   |
| 1956 | Чемпионат Австралии (2)          | Трава    | Лью Хоуд      | Дон Кэнди Мервин Роуз              | 10–8, 13–11, 6–4     |
| 1956 | Уимблдонский турнир (2)          | Трава    | Лью Хоуд      | Никола Пьетранджели Орландо Сирола | 7–5, 6–2, 6–1        |
| 1956 | Чемпионат США                    | Трава    | Лью Хоуд      | Гамильтон Ричардсон Вик Сейксас    | 6–2, 6–2, 3–6, 6–4   |
| 1968 | Открытый чемпионат Франции (2)   | Грунт    | Фред Столл    | Род Лейвер Рой Эмерсон             | 6–3, 6–4, 6–3        |
| 1969 | Открытый чемпионат США (2)       | Трава    | Фред Столл    | Чарли Пасарелл Деннис Ралстон      | 2–6, 7–5, 13–11, 6–3 |
| 1972 | Открытый чемпионат Австралии (3) | Трава    | Оуэн Дэвидсон | Росс Кейс Джефф Мастерс            | 3–6, 7–6, 6–2        |

#### Поражения (8)
| Год  | Турнир                           | Покрытие | Партнёр     | Соперники в финале         | Счёт в финале             |
| ---- | -------------------------------- | -------- | ----------- | -------------------------- | ------------------------- |
| 1954 | Чемпионат Франции                | Грунт    | Лью Хоуд    | Вик Сейксас Тони Траберт   | 4–6, 2–6, 1–6             |
| 1954 | Чемпионат США                    | Трава    | Лью Хоуд    | Вик Сейксас Тони Траберт   | 6–3, 4–6, 6–8, 3–6        |
| 1955 | Чемпионат Австралии              | Трава    | Лью Хоуд    | Вик Сейксас Тони Траберт   | 3–6, 2–6, 6–2, 6–3, 1–6   |
| 1955 | Уимблдонский турнир              | Трава    | Нил Фрейзер | Лью Хоуд Рекс Хартвиг      | 5–7, 4–6, 3–6             |
| 1968 | Уимблдонский турнир (2)          | Трава    | Фред Столл  | Джон Ньюкомб Тони Роч      | 6–3, 6–8, 7–5, 12–14, 3–6 |
| 1969 | Открытый чемпионат Австралии (2) | Трава    | Фред Столл  | Род Лейвер Рой Эмерсон     | 4–6, 4–6                  |
| 1970 | Уимблдонский турнир (3)          | Трава    | Фред Столл  | Джон Ньюкомб Тони Роч      | 8–10, 3–6, 1–6            |
| 1973 | Открытый чемпионат США (2)       | Трава    | Род Лейвер  | Оуэн Дэвидсон Джон Ньюкомб | 5–7, 6–2, 5–7, 5–7        |

### Смешанный парный разряд (3)

#### Победа (1)
| Год  | Турнир        | Покрытие | Партнёр               | Соперники в финале   | Счёт в финале |
| ---- | ------------- | -------- | --------------------- | -------------------- | ------------- |
| 1956 | Чемпионат США | Трава    | Маргарет Осборн-Дюпон | Дарлин Хард Лью Хоуд | 9–7, 6–1      |

#### Поражения (2)
| Год  | Турнир              | Покрытие | Партнёр               | Соперники в финале     | Счёт в финале |
| ---- | ------------------- | -------- | --------------------- | ---------------------- | ------------- |
| 1954 | Уимблдонский турнир | Трава    | Маргарет Осборн-Дюпон | Дорис Харт Вик Сейксас | 7–5, 4–6, 3–6 |
| 1954 | Чемпионат США       | Трава    | Маргарет Осборн-Дюпон | Дорис Харт Вик Сейксас | 6–4, 1–6, 1–6 |

## Участие в финалах турниров «профессионального Большого шлема» и итогового турнира WCT

### Одиночный разряд (20+5)
| Результат | Год  | Турнир                  | Соперник в финале | Счёт в финале             |
| --------- | ---- | ----------------------- | ----------------- | ------------------------- |
| Победа    | 1957 | Чемпионат Уэмбли        | Панчо Сегура      | 1–6, 6–3, 6–4, 3–6, 6–4   |
| Победа    | 1958 | Чемпионат Франции       | Лью Хоуд          | 3–6, 6–2, 6–4, 6–0        |
| Победа    | 1960 | Чемпионат Франции (2)   | Лью Хоуд          | 6–2, 2–6, 6–2, 6–1        |
| Победа    | 1960 | Чемпионат Уэмбли (2)    | Панчо Сегура      | 5–7, 8–6, 6–1, 6–3        |
| Победа    | 1961 | Чемпионат Франции (3)   | Панчо Гонсалес    | 2–6, 6–4, 6–3, 8–6        |
| Победа    | 1961 | Чемпионат Уэмбли (3)    | Лью Хоуд          | 6–3, 3–6, 6–2, 6–3        |
| Победа    | 1962 | Чемпионат Франции (4)   | Андрес Химено     | 3–6, 6–2, 7–5, 6–2        |
| Победа    | 1962 | Чемпионат Уэмбли (4)    | Лью Хоуд          | 6–4, 5–7, 15–13, 7–5      |
| Победа    | 1963 | Чемпионат Франции (5)   | Род Лейвер        | 6–8, 6–4, 5–7, 6–3, 6–4   |
| Победа    | 1963 | Чемпионат Уэмбли (5)    | Лью Хоуд          | 6–4, 6–2, 4–6, 6–3        |
| Победа    | 1963 | Чемпионат США           | Род Лейвер        | 6–4, 6–2, 6–2             |
| Победа    | 1964 | Чемпионат Франции (6)   | Род Лейвер        | 6–3, 7–5, 3–6, 6–3        |
| Поражение | 1964 | Чемпионат Уэмбли        | Род Лейвер        | 5–7, 6–4, 7–5, 6–8, 6–8   |
| Победа    | 1965 | Чемпионат Франции (7)   | Род Лейвер        | 6–3, 6–2, 6–4             |
| Победа    | 1965 | Чемпионат США (2)       | Род Лейвер        | 6–4, 6–3, 6–3             |
| Победа    | 1966 | Чемпионат Франции (8)   | Род Лейвер        | 6–3, 6–2, 14–12           |
| Поражение | 1966 | Чемпионат Уэмбли        | Род Лейвер        | 2–6, 2–6, 3–6             |
| Поражение | 1966 | Чемпионат США           | Род Лейвер        | 4–6, 3–6, 3–6             |
| Поражение | 1967 | Чемпионат Уэмбли        | Род Лейвер        | 6–2, 1–6, 6–1, 6–8, 2–6   |
| Победа    | 1968 | Чемпионат Уэмбли (6)    | Джон Ньюкомб      |                           |
| Победа    | 1969 | Чемпионат Уэмбли (7)    | Джон Ньюкомб      |                           |
| Поражение | 1970 | Чемпионат Уэмбли        | Род Лейвер        |                           |
| Победа    | 1971 | Итоговый турнир WCT     | Род Лейвер        | 6–4, 1–6, 7–6, 7–6        |
| Победа    | 1971 | Чемпионат США (3)       | Клифф Драйсдейл   | 6–4, 6–3, 6–0             |
| Победа    | 1972 | Итоговый турнир WCT (2) | Род Лейвер        | 4–6, 6–0, 6–3, 6–73, 7–65 |

## Участие в финалах Кубка Дэвиса

### Победы (3)
| Год  | Место    | Команда                                   | Соперник в финале                        | Счёт |
| 1953 | Мельбурн | Австралия К. Розуолл, Р. Хартвиг, Л. Хоуд | США В. Сейксас, Т. Траберт               | 3-2  |
| 1955 | Нью-Йорк | Австралия К. Розуолл, Р. Хартвиг, Л. Хоуд | США Г. Ричардсон, В. Сейксас, Т. Траберт | 5-0  |
| 1956 | Аделаида | Австралия К. Розуолл, Л. Хоуд             | США С. Джаммалва, В. Сейксас, Г. Флам    | 5-0  |

### Поражение (1)
| Год  | Место  | Команда                                   | Соперник в финале          | Счёт |
| 1954 | Сидней | Австралия К. Розуолл, Р. Хартвиг, Л. Хоуд | США В. Сейксас, Т. Траберт | 2-3  |